# Courcelles-en-Montagne
Courcelles-en-Montagne ist eine französische Gemeinde mit 93 Einwohnern (Stand: 1. Januar 2022) im Département Haute-Marne in der Region Grand Est. Sie gehört zum Kanton Villegusien-le-Lac und zum Arrondissement Langres. 

## Geografie
Die Gemeinde Courcelles-en-Montagne liegt neun Kilometer westlich von Langres an der Autoroute A 31. Sie ist umgeben von folgenden Nachbargemeinden:
|          | Saint-Ciergues                              | Perrancey-les-Vieux-Moulins |
| Voisines | Kompassrose, die auf Nachbargemeinden zeigt |                             |
|          | Perrogney-les-Fontaines                     | Noidant-le-Rocheux          |

## Bevölkerungsentwicklung

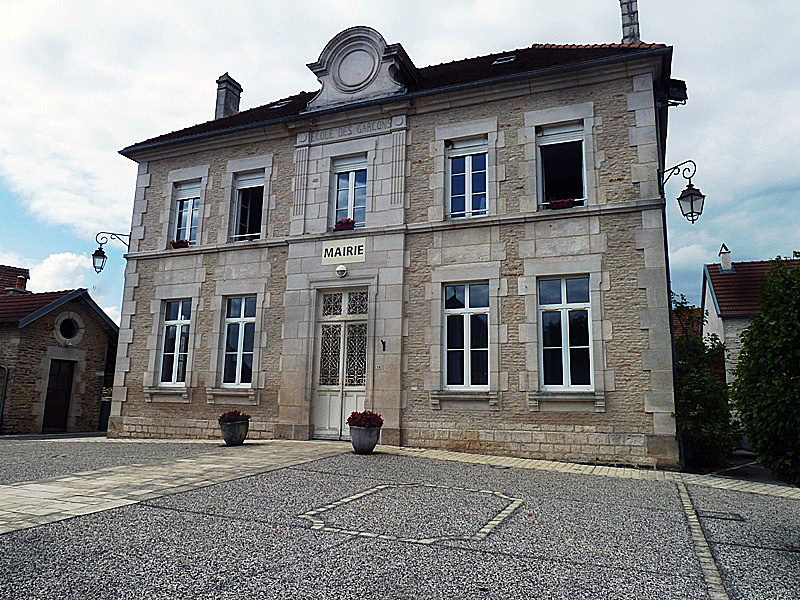
Mairie Courcelles-en-Montagne

| Jahr                       | 1962 | 1968 | 1975 | 1982 | 1990 | 1999 | 2008 | 2018 |
| -------------------------- | ---- | ---- | ---- | ---- | ---- | ---- | ---- | ---- |
| Einwohner                  | 127  | 93   | 71   | 79   | 73   | 77   | 85   | 89   |
| Quellen: Cassini und INSEE |      |      |      |      |      |      |      |      |